# Amero

Hypothetische nordamerikanische Währungsunion zwischen Kanada, Mexiko und den USA

Amero (von America und Euro) ist ein Begriff, der als Bezeichnung für die Währung einer hypothetischen nordamerikanischen Währungsunion (North American currency union) verwendet wird. Er beruht auf der Vorstellung, die Regierungen der Staaten Kanada, USA und Mexiko planten unbemerkt von der Öffentlichkeit die Errichtung einer nordamerikanischen supranationalen Organisation (Nordamerikanische Union) mit einer gemeinsamen Währung und weitreichenden Kompetenzen ähnlich der Europäischen Union.
In offiziellen Stellungnahmen wird die Existenz derartiger Pläne regelmäßig ausdrücklich verneint.
Dennoch erfahren der Begriff Amero und die ihm zugrunde liegende Verschwörungstheorie in den USA ein gewisses Medienecho, zuletzt nachdem durch WikiLeaks ein Bericht der amerikanischen Vertretung in Ottawa aus dem Jahr 2005 veröffentlicht wurde, in dem weitere Integrationsschritte bis hin zur Währungsunion diskutiert werden.